# Église Saint-Martin d'Évaillé
Pour les articles homonymes, voir Église Saint-Martin.
L'église Saint-Martin est une église catholique située à Évaillé, en France. Elle est inscrite au titre des Monuments historiques.

## Localisation
L'église est située dans le département français de la Sarthe, dans le bourg d'Évaillé.

## Architecture

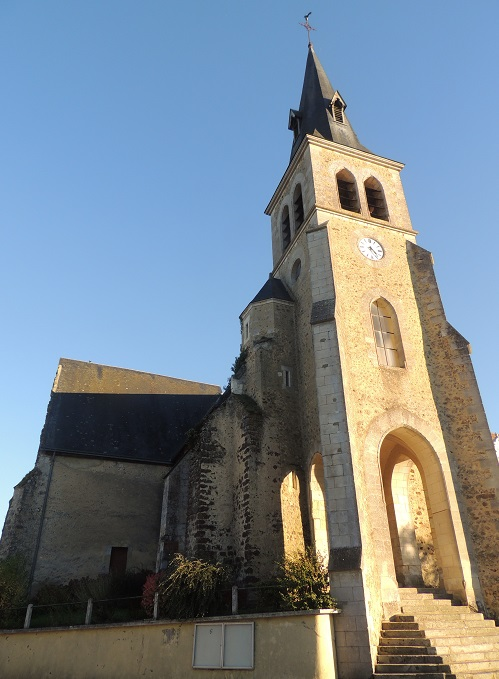
Le clocher.

L'édifice est inscrit au titre des Monuments historiques depuis le 6 janvier 1926.